# 長駅
長駅（おさえき）は、兵庫県加西市西長町にある、北条鉄道北条線の駅である。

## 歴史
- 1915年（大正4年）3月3日：播州鉄道粟生駅 - 北条町駅間の開通と同時に開業[1][2][4]。旅客・貨物の取扱を開始。
- 1923年（大正12年）12月21日：播丹鉄道の駅となる[4]。
- 1943年（昭和18年）6月1日：播丹鉄道の国有化により鉄道省（→国鉄）の駅となる[4]。所属線が北条線となる。
- 1962年（昭和37年）3月1日：貨物の取扱を廃止[4]。
- 1973年（昭和48年）10月1日：荷物扱い廃止[5]。無人駅となる[6]（ただし、1年間のみ日中に限り駅員を一人配置[7]）。
- 1985年（昭和60年）4月1日：国鉄北条線が第三セクター鉄道に転換、北条鉄道の駅となる[4]。
- 2013年（平成25年）9月：トイレを新設[8]。
- 2014年（平成26年）4月25日：駅本屋およびプラットホームが登録有形文化財に登録[9]。

## 駅構造

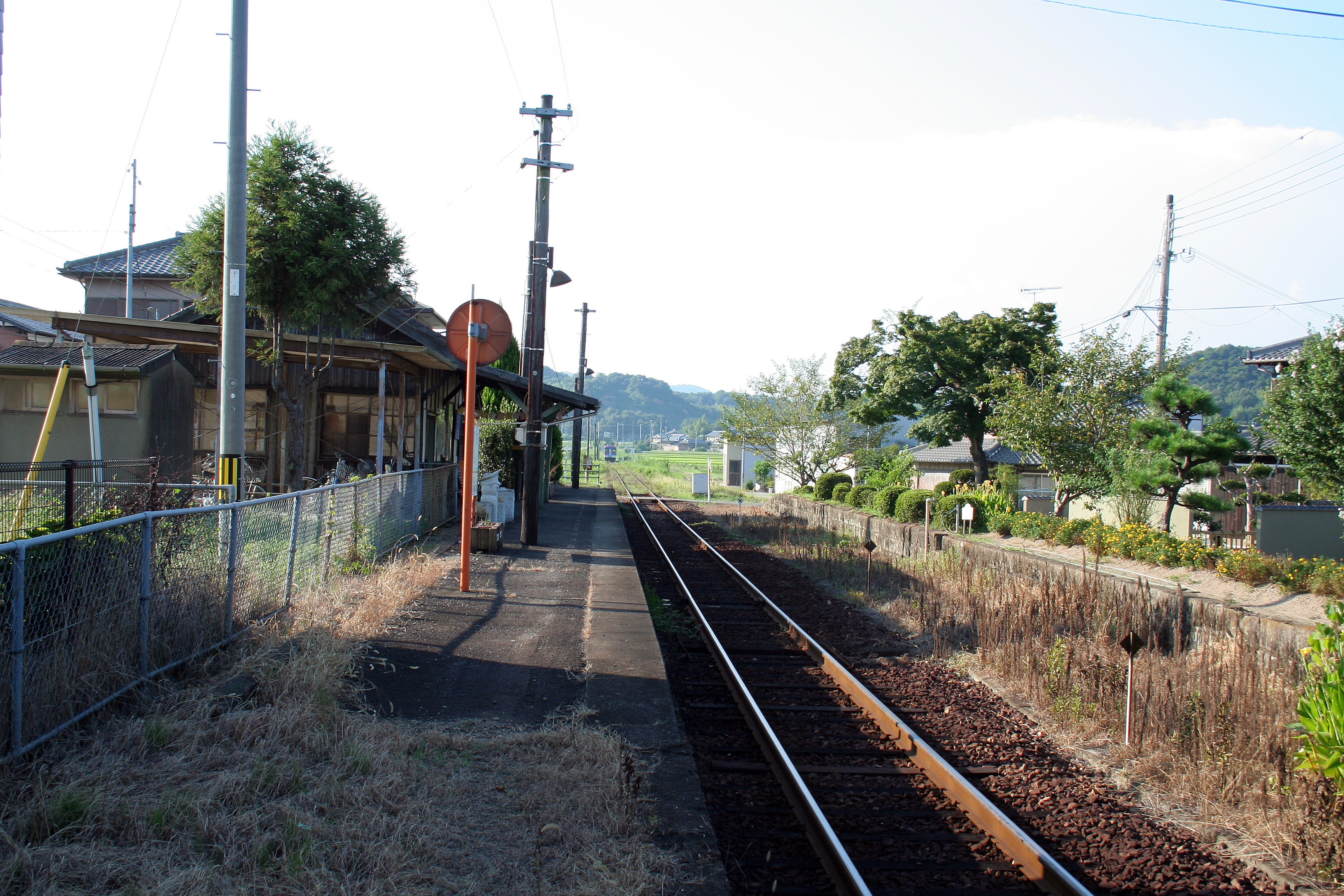
ホーム

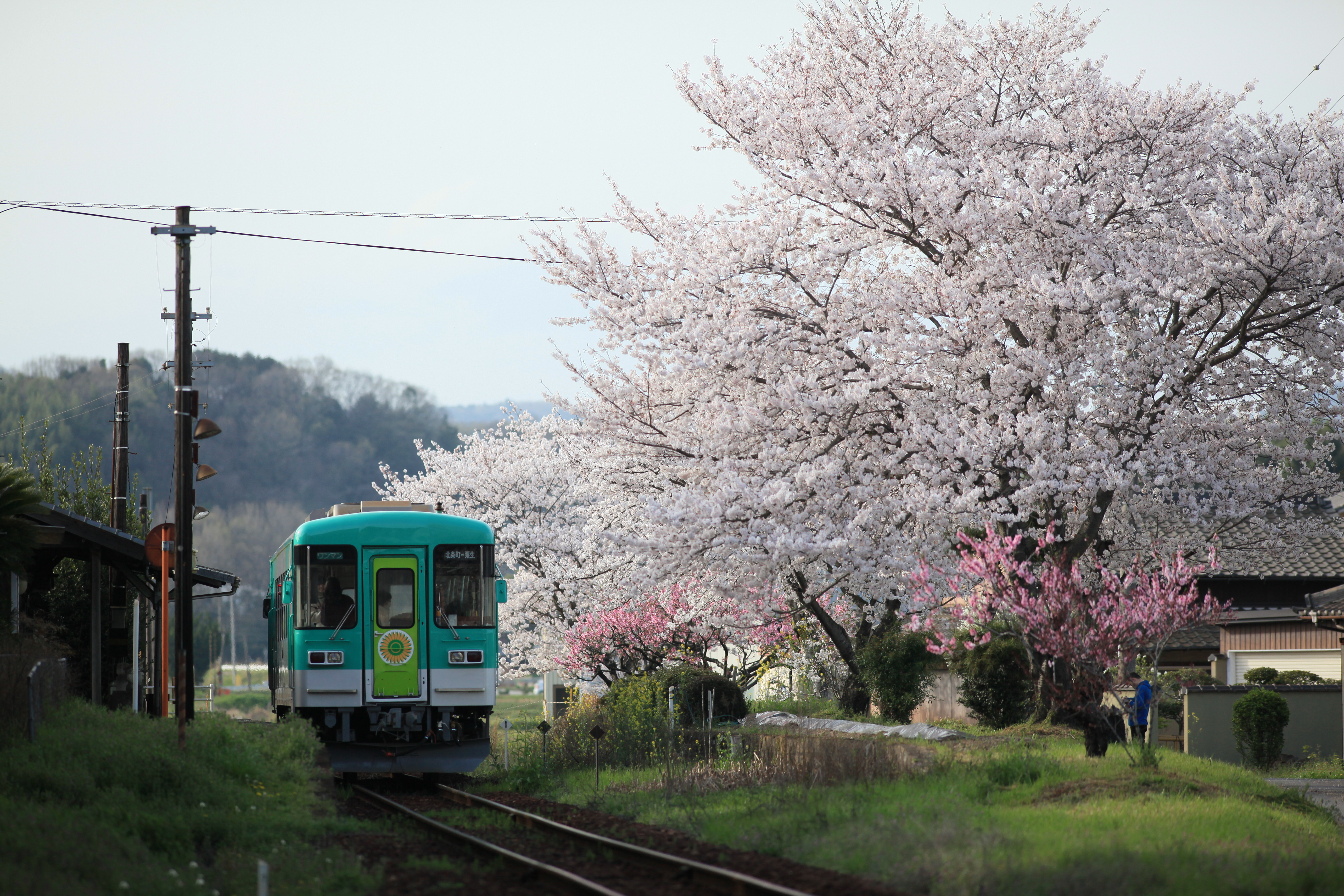

単式ホーム1面1線を有する地上駅で無人駅である。プラットホームは全長77mの石積みで、木造平屋建の駅舎を有する。駅舎は1915年の開業当時のものが現在も使用されている。この駅舎とプラットホームについて、文化審議会は2013年11月に登録有形文化財とする答申を文部科学大臣に答申（ほかに法華口駅・播磨下里駅も対象）、2014年に官報での告示を経て登録となった。
2010年5月から駅舎を使って「駅ナカ英会話in長駅」が行われていたが、現在は駅舎内に結婚相談所「駅ナカ婚活相談所」が設けられている（2015年11月に開設）。
また、当駅には2人のボランティア駅長が着任しており、週末には制服を着たボランティア駅長が列車を見送る光景が見られる。

## 利用状況
| 1日乗降人員推移 | 1日乗降人員推移 |
| 年度            | 1日平均人数     |
| --------------- | --------------- |
| 2011年          | 60              |
| 2012年          | 60              |
| 2013年          | 30              |
| 2014年          | 52              |
| 2015年          | 48              |
| 2016年          | 38              |
| 2017年          | 50              |
| 2018年          | 35              |
| 2019年          | 30              |
| 2020年          | 12              |
| 2021年          | 36              |
| 2022年          | 29              |

## 駅周辺
田畑が多数存在している。
- 下里川

## 隣の駅
北条鉄道
北条線
播磨下里駅 - 長駅 - 播磨横田駅